# Pinus tropicalis
Pinus tropicalis là một loài thực vật hạt trần trong họ Thông. Loài này được Morelet miêu tả khoa học đầu tiên năm 1885.